# Atalaia (Montijo)
Atalaia ist ein Ort und eine ehemalige Gemeinde (Freguesia) im portugiesischen Kreis Montijo. Die Gemeinde hatte 2256 Einwohner (Stand 30. Juni 2011).
Am 29. September 2013 wurden die Gemeinden Atalaia und Alto Estanqueiro-Jardia zur neuen Gemeinde União das Freguesias de Atalaia e Alto Estanqueiro-Jardia zusammengeschlossen. Atalaia ist Sitz dieser neu gebildeten Gemeinde.